# 松亭站 (釜山廣域市)
松亭站（：／ Songjeong yeok */?）是廣域電鐵東海線沿線的一座鐵路車站，位於韓國釜山廣域市海雲臺區松亭洞。

## 車站結構
站體為2面4線雙島式月台的地面車站。

### 月台配置
| ↑ 新海雲臺      |
| １２ \| ３４ \| |
| 東釜山旅遊區 ↓  |

| 月台 | 路線            | 目的地                               |
| ---- | --------------- | ------------------------------------ |
| 1    | ●广域电铁东海线 | 不使用                               |
| 2    | ●广域电铁东海线 | 新海雲臺、教大、巨堤、釜田方向       |
| 3    | ●广域电铁东海线 | 東釜山旅遊區、機張、日光、太和江方向 |
| 4    | ●广域电铁东海线 | 不使用                               |

## 歷史
- 1934年12月16日：落成啟用。
- 2016年12月30日：東海南部線鐵路複線电气化工程完工，編入東海本線並迁至距起点站（釜山鎮站）22.8公里处，广域电铁东海线开始運行[1][2]。

## 車站周邊
- 海雲臺路（朝鲜语：해운대로）
- 松亭海水浴場（朝鲜语：송정해수욕장 (부산)）

## 图片

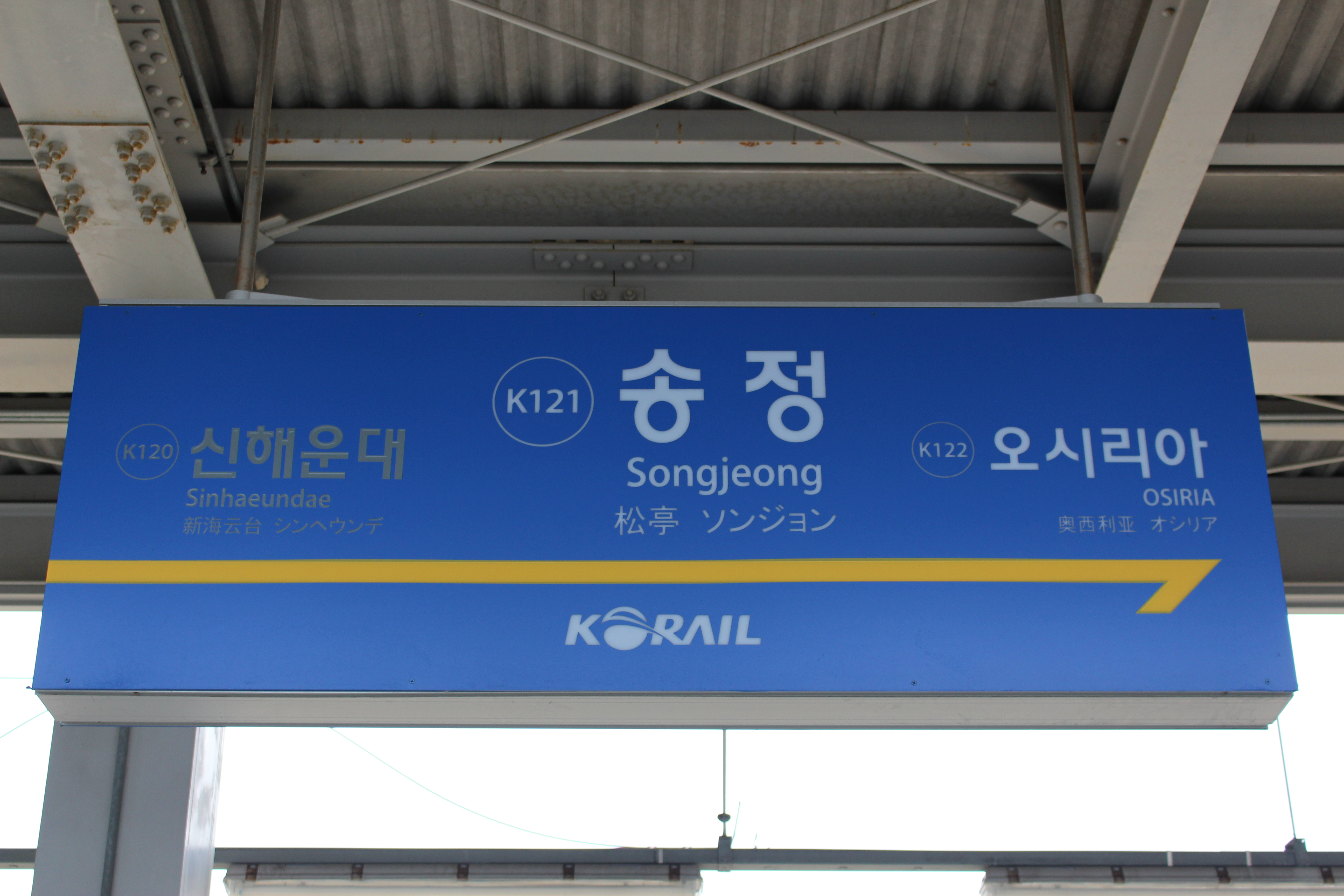
站名牌
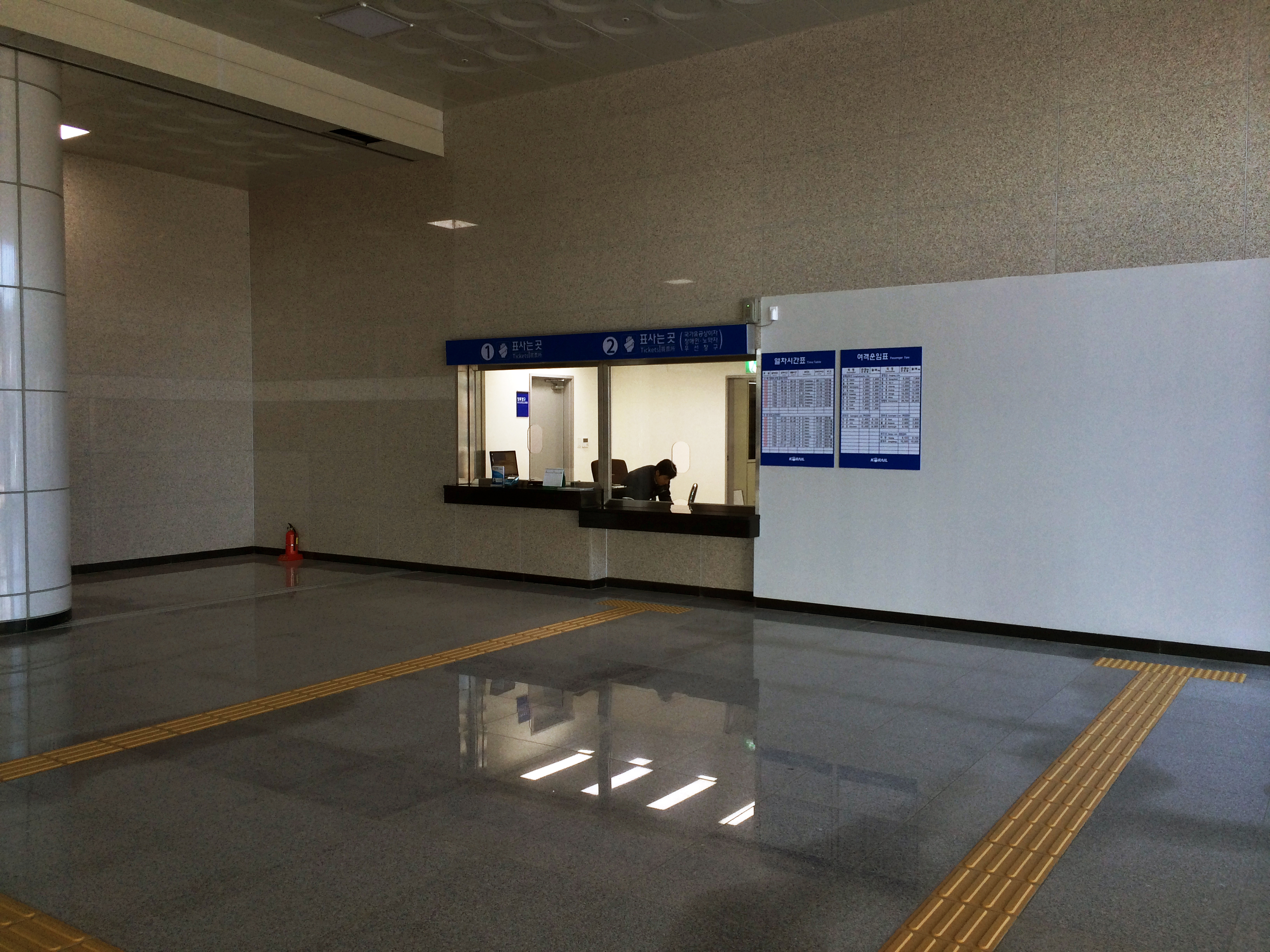
售票窗口
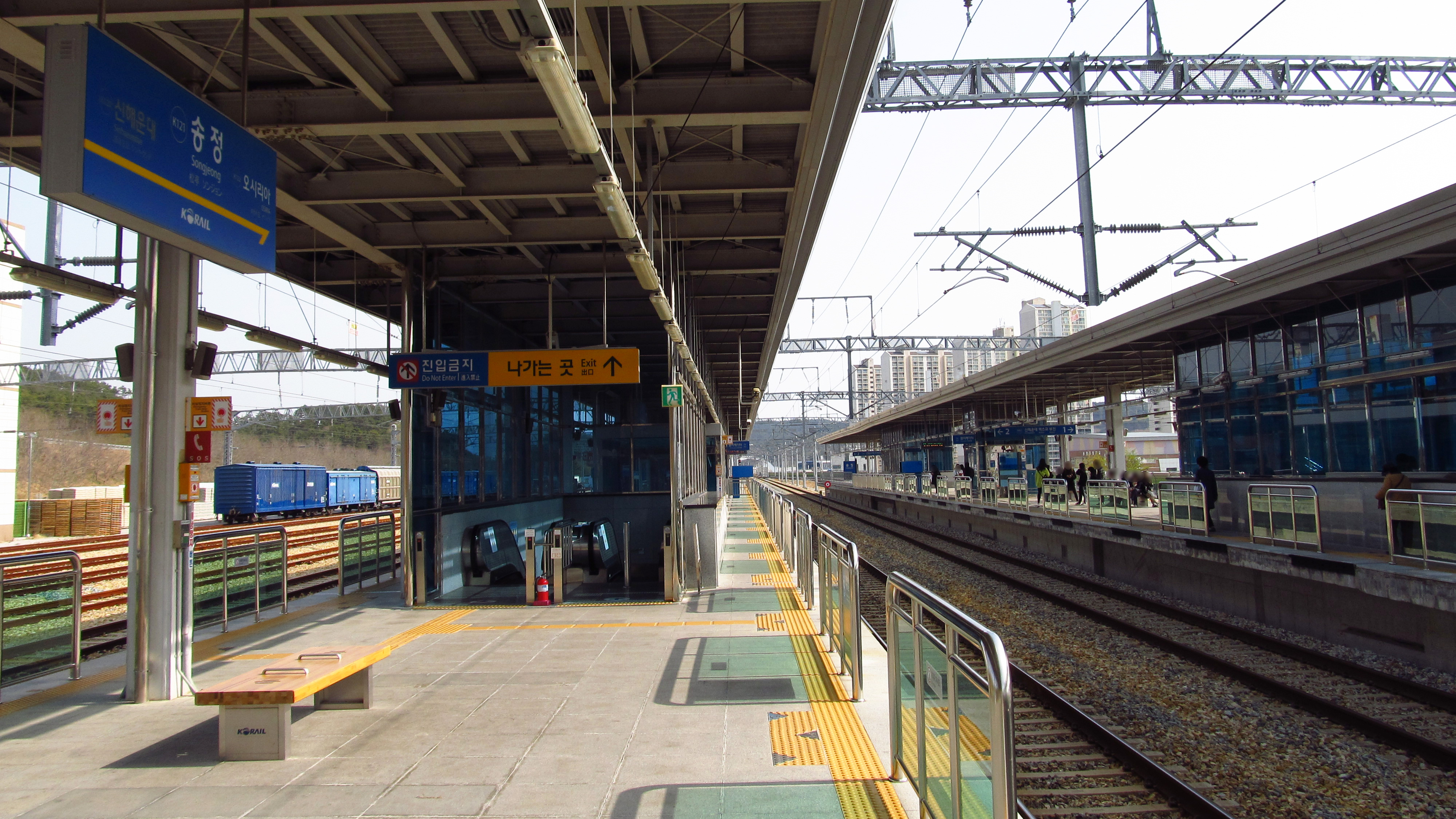
候車月台
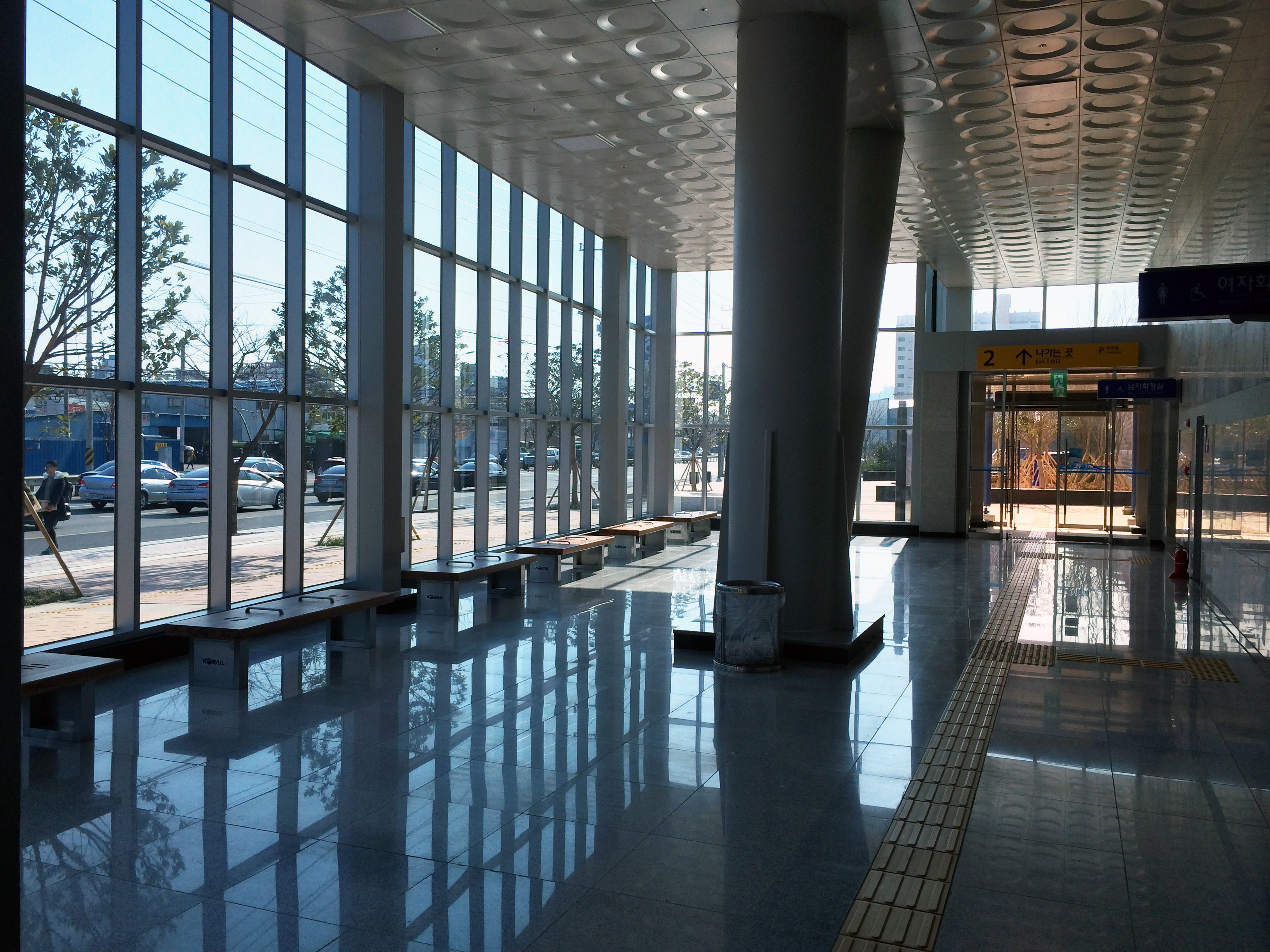
2號出口
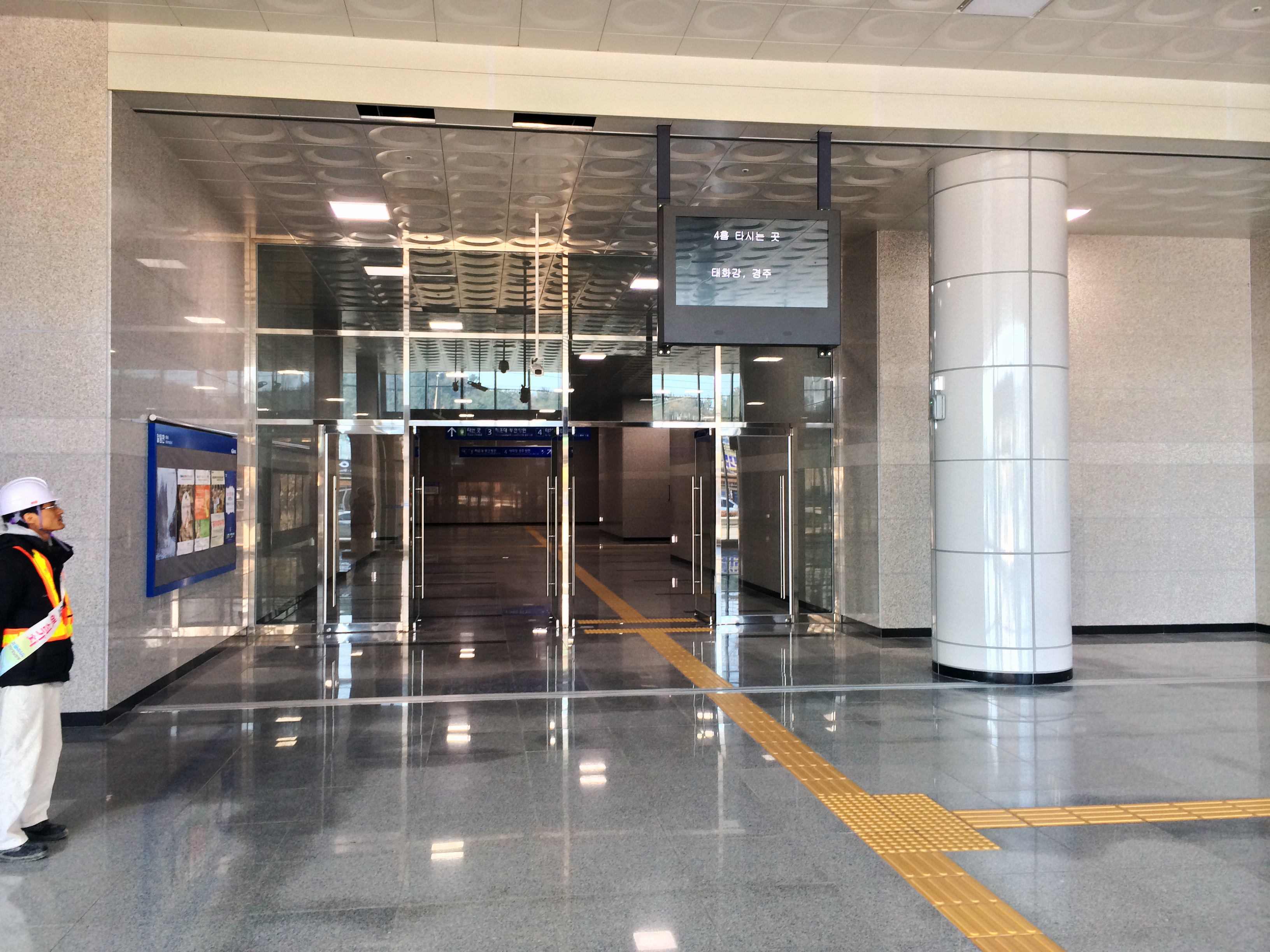
車站出口
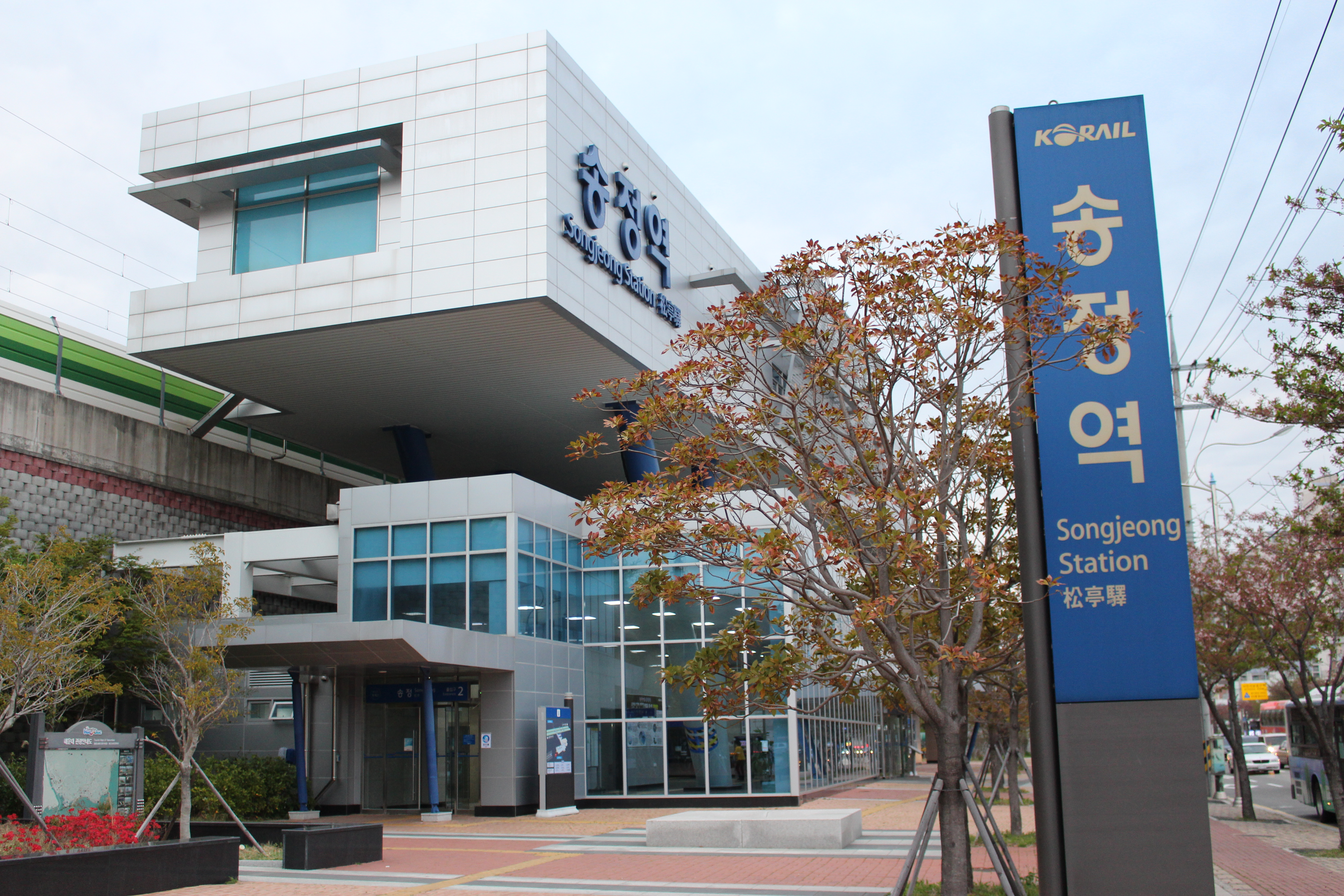
車站建築
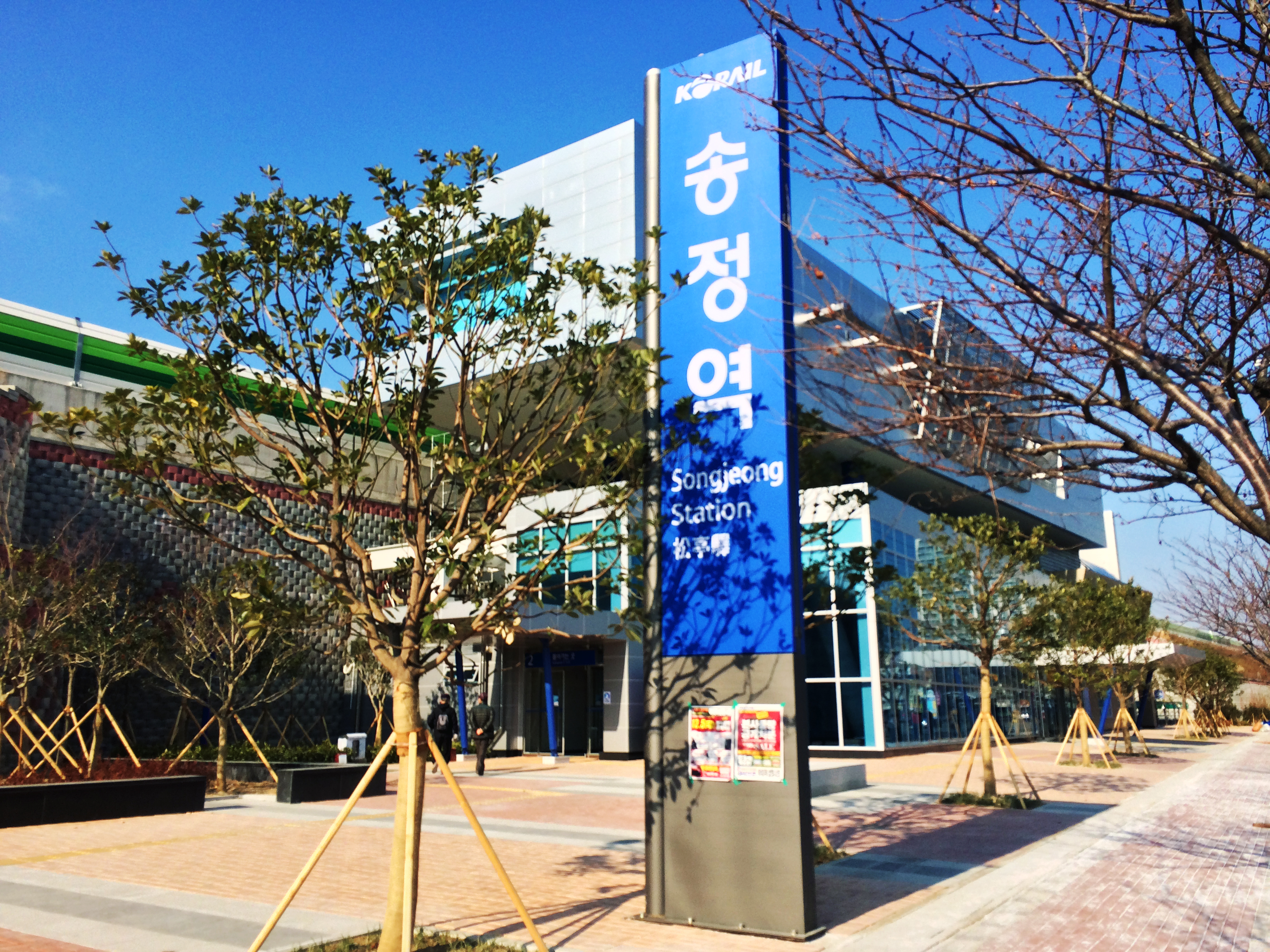
車站外觀
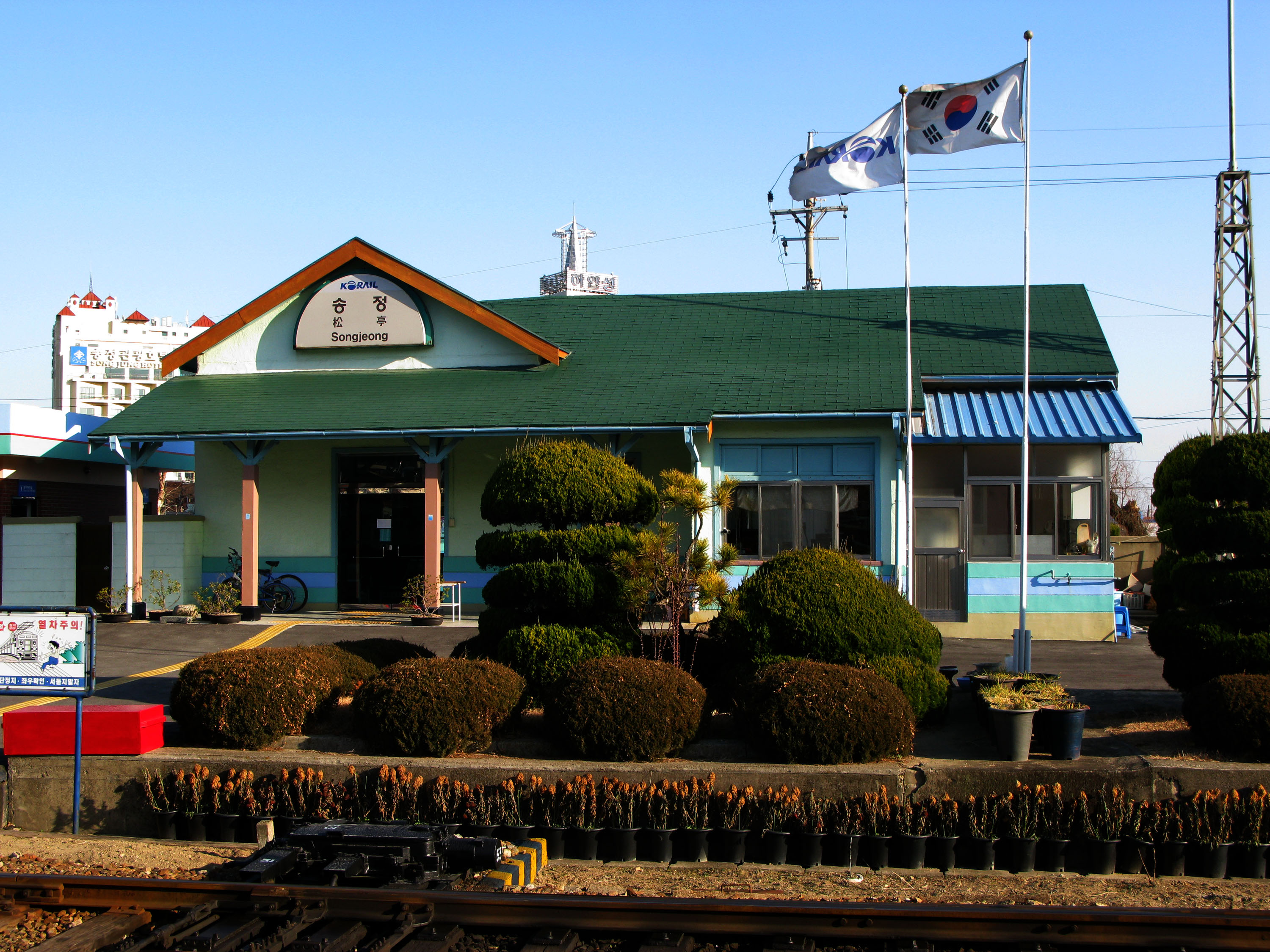
舊站建築

## 相鄰車站
韓國鐵道公社
●广域电铁东海线
新海雲臺（K120）－松亭（K121）－東釜山旅遊區（K122）